# Appelrussula
De appelrussula (Russula paludosa) is een paddenstoel uit de familie Russulaceae.

## Ecologie
De appelrussula komt voor bij naaldbomen in oude bossen. Hij vormt een mycorrhizale relatie met verschillende naaldbomen. Hij staat vooral bij den, lariks en spar. Hij geeft de voorkeur aan vochtige tot natte, soms moerassige en extreem basis- en voedselarme bodems. Boven pH-waarden van 4,5 kan hij al afwezig zijn. De meestal in groepen groeiende vruchtlichamen verschijnen tussen juli en oktober.

## Kenmerken
Hoed
De hoed heeft een diameter van 5–15 cm, zelden tot 20 cm, en is in jonge staat halfbolvormig, later vlak gebogen tot afgeplat en zelfs op oudere leeftijd niet of slechts zwak in het midden ingedrukt. De hoedhuid blijft glanzend, zelfs wanneer deze droog is, en wordt bij vochtigheid licht vettig. Het oppervlak is licht oneffen, hobbelig en lijkt gehamerd. De hoed is bloed- of karmijnrood en vaak donkerder in het midden dan aan de rand. Na verloop van tijd kunnen de kleuren echter vervagen tot een bleek oranje. De hoedrand is glad en scherp en slechts licht gegroefd bij oudere vruchtlichamen. De huid kan tot de helft worden afgepeld.
Lamellen
De lamellen zijn bij jonge paddenstoelen wit en worden bij veroudering bleek crèmekleurig tot geelachtig. Ze zijn uitpuilend aangehecht, hebben veel tussenlamellen en zijn dun. De lamelsneden zijn glad en lopen vaak rood door naar de rand toe. 
Steel
De cilindrische tot zwak knotsvormige, witte steel is 4–10 cm lang en 1,5–2,5 (3) cm breed. Hij is vaak roodachtig getint en wordt hol en vezelig op oudere leeftijd. Drukpunten kunnen gele vlekken veroorzaken en na verloop van tijd kan de steel vanaf de basis grijs worden.
Geur en smaak
Het vlees is wit, rood onder de hoedhuid en geurloos. Bij het drogen ruikt het naar gedroogde appelschijfjes. De smaak is mild, maar soms licht bitter of samentrekkend. Het vlees kleurt grijsroze met FeSO4 en olijfgroen met Guajak.
Sporenprint
De sporenprint is lichtgeelbruin (IIIb volgens Romagnesi).

### Microscopische kenmerken
De sporen zijn rond tot elliptisch en hebben een lengte van 7,5–10,3 µm en een breedte van 6,3–8,2 µm. De Q-waarde (verhouding lengte-breedte van de sporen) varieert van 1,1 tot 1,3. De ronde, soms verlengde wratten zijn tot 1 µm hoog en zijn plaatselijk via fijne lijnen netvormig verbonden. De basidia zijn 40–50 µm lang en 10–13 µm breed, knotsvormig en dragen meestal vier, zelden één of twee sterigma's.
De cheilocystidia zijn 40–65 µm lang en 6–10 µm breed, relatief zeldzaam en kunnen sterk variëren in vorm. Ze kunnen cilindrisch, spoelvormig, lancetvormig zijn, of gedeeltelijk geappendiculeerd aan de top, wat betekent dat ze een meer of minder uitgesproken uitsteeksel dragen. De pleurocystidia zijn vergelijkbaar. Ze zijn 55–120 µm lang en 7–13 µm breed en talrijk. Alle cystiden kleuren met sulfobenzaldehyde zwak grijszwart of helemaal niet.
De hoedhuid bestaat uit cilindrische, meestal eenvoudig septate en gedeeltelijk vertakte haarachtige hyfen-eindcellen (haren) die 2,5–4 µm breed zijn en waarvan de hyfenwanden zwak geleiachtig zijn. Tussen de hyfen zijn zwak knotsvormige, 3–7 µm brede, meestal ongesegmenteerde pileocystidia verspreid, die zwak grijszwart kleuren met sulfobenzaldehyde.

## Verspreiding

Europese verspreiding

Het verspreidingsgebied van de appelrode ridderzwam ligt in de gematigde breedtegraden van het noordelijk halfrond, in Noord-Azië (Kaukasus, Kamtsjatka), Noord-Amerika (VS) en Europa. In het zuiden komt hij voor van Corsica tot Roemenië, in het westen van Frankrijk tot de Hebriden en in het oosten tot Wit-Rusland. In het noorden is hij in heel Fennoscandinavië tot Lapland verspreid.

## Culinaire waarde
De appelrussula is eetbaar.